# 슈거 레이 레너드
슈거 레이 레너드(Sugar Ray Leonard, 1956년 5월 17일 ~ )는 미국의 프로권투 선수이며, 5개의 체급에서 타이틀을 획득헌 것으로 유명하였다.
노스캐롤라이나주 윌밍턴에서 출생하였으며, 그의 본명은 레이 찰스 레너드이다. "슈거"라는 별명은 전 권투선수 슈거 레이 로빈슨에서 따온 것이다.
1976년 몬트리올 올림픽에 참가하여 라이트웰터급에서 금메달을 획득한 후 프로에 데뷔하였다.
1979년 세계복싱평의회(WBC) 웰터급 타이틀 전에서 윌프레드 베니테즈를 꺾고 우승하였다. 1980년 6월 20일 파나마의 로베르토 두란에게 타이틀을 빼앗겼다가, 5개월 후인 11월 25일에 리매치를 가져 타이틀을 다시 획득하였다.
1981년 세계복싱협회(WBA) 주니어미들급 타이틀을 위하여 아유브 칼룰레를 꺾었다. 1982년 눈 수술을 한 이유로 잠시 은퇴하였다가, 1987년 링에 복귀하여 WBC 미들급 타이틀 전에서 마빈 해글러를 물리치고 그 타이틀을 얻었다. 1988년 WBC 수퍼미들급 타이틀을 보유하고 도니 랄롱드를 꺾은 후 라이트헤비급 타이틀까지 획득하게 된다.
1991년 테리 노리스에게 패하여 라이트헤비급 타이틀을 빼앗기고 은퇴하였다. 1997년 다시 링에 돌아왔으나, 엑토르 카마초에게 패하고 말았다. 그의 통산기록은 36승, 3패, 1무승부이다.
최근에는 NBC TV에서 실베스터 스탤론과 함께 젊은 권투 경쟁자들의 프로그램 《콘텐더》(The Contender)를 진행하였다.